# Standkopf
Der Standkopf, auch als Sagtaler Spitze bekannt,  ist ein 2241 m ü. A. hoher Berg in den Kitzbüheler Alpen in Tirol. Er liegt auf der Ostseite des Zillertals und ist Teil der Kammwanderung zwischen Wiedersberger Horn (2127 m ü. A.), Hochstand (2058 m ü. A.), Tapenkopf (2206 m ü. A.), Gamskopf (2205 m ü. A.), Dristenkopf (2198 m ü. A.), Kleiner Galtenberg (2318 m ü. A.) und Großer Galtenberg (2424 m ü. A.).